# Disservice écosystémique
Le terme « disservice » ou « dis-service » est un anglicisme employé à la suite du concept des services écosystémiques (SE). Il peut être défini comme « les fonctions d'un écosystème qui sont, ou sont perçues comme, négatives pour le bien-être humain ».
Les écosystèmes sont caractérisés par des structures et processus écologiques spécifiques. Ces structures et processus fournissent, par le biais d'interactions biotiques et abiotiques, des fonctions écologiques. Ces fonctions peuvent être interprétées comme des services si elles sont positives pour le bien-être de l'homme, ou dans le cas contraire, comme des disservices.
Par exemple, un lac constitue une structure écologique. La composition de l'eau constitue une fonction écologique. Dans le cas où elle est de bonne qualité, l'eau est un milieu favorable aux poissons. La fonction de « qualité d'eau » peut être alors interprétée comme un service pour les pêcheurs ou pour les consommateurs qui mangent le poisson. Imaginons maintenant que le lac s'assèche, que la salinité de l'eau augmente et que les poissons meurent. La fonction pourra alors être interprétée comme un disservice.

## Disservices de l'agriculture
Par le biais de pratiques agricoles, les hommes agissent sur les écosystèmes en modifiant leur structure, ce qui influence le flux de services et de disservices. Depuis la révolution industrielle, la population a augmenté considérablement, ce qui a motivé les cultivateurs à agir sur les structures et processus de l’écosystème afin d’en maximiser le service de rendement. Cependant, ils ont bien souvent négligé les autres fonctions de l'écosystème, ce qui a induit de nombreux disservices tels que l'érosion, la perte d'habitat de la faune, les émissions de gaz à effet de serre ou encore l'empoisonnement des humains et d'autres espèces par les pesticides,.
L'étude des disservices provoqués par l'agriculture permet d’identifier, de comprendre et de remédier aux pratiques agricoles traditionnelles qui posent actuellement certains problèmes, grâce à la mise en place de formes alternatives d’agriculture, telles que l'agroécologie, s’inscrivant dans une vision à long terme et bénéfique à la préservation des écosystèmes.

### Exemples où les disservices rendus par l'agriculture sont particulièrement ressentis

#### L'irrigation et la mer d'Aral

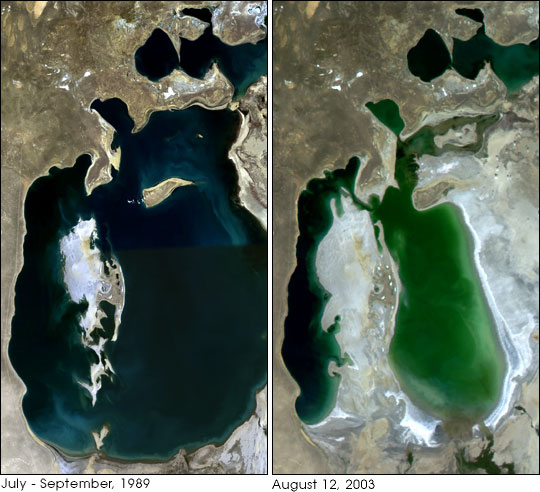
Assèchement de la mer d'Aral.

La mer d'Aral est un lac d'eau salée situé en Asie centrale. Elle est partagée entre le Kazakhstan et l'Ouzbékistan, en milieu désertique. Avant 1960, la mer d'Aral était la quatrième étendue lacustre du monde. Des milliers de personnes y prospéraient en tant que pêcheurs, fermiers, marchands, chasseurs ou artisans. Cependant, dans les années 1950, un plan pour augmenter la production des cultures a été érigé par les dirigeants de l'Union soviétique. Cela a impliqué de grands projets d'irrigation massive, provoquant l'assèchement du lac. De plus, pour augmenter les cultures de coton, de larges quantités de pesticides et de fertilisants ont été utilisées. Cela a impliqué de nombreux disservices tels que le haut taux en produits chimiques dans le sol, dans l'eau et dans les aliments, un haut taux de salinité de l'eau, une faible humidité du sol, une désertification et une perte des poissons indigènes du lac,,.

#### L'irrigation et le lac Naivasha
En ce qui concerne le lac Naivasha, c'est l’irrigation pour la floriculture qui engendre une consommation élevée en eau du lac. Le secteur floricole tient d’ailleurs une place capitale au sein de l’économie kenyane, puisqu’il représente l’un des principaux pourvoyeurs de devises étrangères du pays. Cependant, cette activité fructueuse constitue une menace quant à la biodiversité de l’écosystème du lac et complique la conservation de certaines espèces. La période étudiée s’étend de 1990 à nos jours car c’est au début des années 1990 que le type d’agriculture pratiquée aux abords du lac Naivasha a significativement changé. En effet, de grosses fermes floricoles et horticoles extrêmement consommatrices en eau s’y sont massivement implantées. Depuis lors, le lac ne cesse de rétrécir et des problèmes tant environnementaux, liés au rejet des eaux usées non traitées, que sociaux se posent. Des exemples de disservices liés aux pratiques agricoles au bord du lac Naivasha sont la diminution de l'eau potable et de la qualité de l'eau, la diminution de la fertilité du sol, le prélèvement d'eau de surface et d'eau souterraine et une disparition de la faune et la flore,.

#### La production d'huile de palme en Indonésie

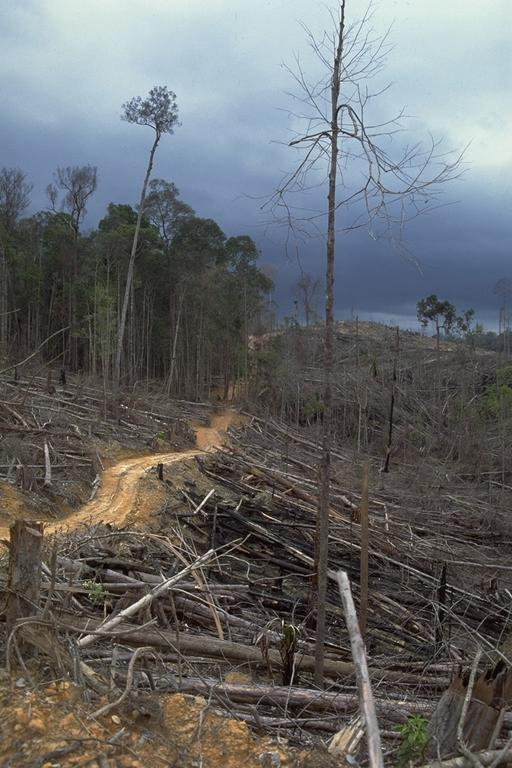
Déforestation pour la production d'huile de palme en Indonésie.

En Indonésie, la production d’huile de palme a provoqué la déforestation. L’huile de palme connaît de nombreuses utilisations : dans nos aliments quotidiens, tels les biscuits et pizzas, dans les cosmétiques et produits ménagers, et de manière plus récente, en vue de la production de biocarburants. L’Indonésie a eu un avantage économique important à développer ses cultures de palmiers : la production a doublé en vingt ans. Mais cet avantage financier est doublé d’une ombre aux conséquences désastreuses : l’impact écologique. Effectivement, l’Indonésie, en plus d’être le premier producteur d’huile de palme mondial est aussi le pays qui connaît le taux de déforestation le plus élevé : « toutes les quinze secondes, une étendue d’arbres large comme un terrain de football se voit détruite ». La production indonésienne d’huile de palme et ses larges répercussions sur la forêt primaire constituent un exemple pertinent de disservices de l’agriculture. On peut y citer comme disservices la disparition de la biodiversité, la diminution de la fertilité du sol, et la forte émission de gaz à effet de serre.

#### L'agriculture sur abattis-brûlis à Madagascar
L’agriculture sur abattis-brûlis ou tavy se définit comme l’action de brûler la végétation d'un terrain avant de le mettre en culture, elle a pour résultat de mettre en péril la biodiversité de l’écosystème de l’île. Madagascar est situé dans la partie occidentale de l'océan Indien, à proximité du canal du Mozambique ; dans ce pays, la situation est la plus alarmante du monde tropical. On estime que chaque année presque 200 à 300 000 hectares de forêts disparaissaient, dû à ce type de culture. Les impacts d’une intense déforestation tant sur le plan humain que sur la biodiversité sont grands car elle abrite au total plus de 12 000 espèces répertoriées. La période étudiée commencera du début de l’indépendance de Madagascar à nos jours, car les premières politiques agricoles voient le jour au début de l’indépendance,,,.